# ライヴ・クリーム Vol.2
| 専門評論家によるレビュー | 専門評論家によるレビュー |
| レビュー・スコア         | レビュー・スコア         |
| 出典                     | 評価                     |
| ------------------------ | ------------------------ |
| Allmusic                 | [ 3 ]                    |
| Robert Christgau         | C+                       |
| Rolling Stone            | (unfavorable)            |

『ライヴ・クリーム Vol.2』 (Live Cream Volume II) は、イングランドのロックバンド、クリームによる2作目のライヴ・アルバムである。解散後の1972年3月にイギリスではポリドール・レコード、アメリカではアトコ・レコードからリリースされた。
1968年3月9日と10日のサンフランシスコ公演、同年10月4日のオークランド公演から選ばれた6曲が収録される。

## 反応
オールミュージックのマシュー・グリーンワルドとブルース・エーダーは、本作には前作『ライヴ・クリーム』（1970年）より多くの曲が収録され、その中にはシングルとしてリリースされた2曲も含まれている事を指摘した。彼等は本作が発表当時の最高の音質を持つこともコメントしたが、内容を好意的には評価せず、前作よりもジャムが少なく、「ホワイト・ルーム」「サンシャイン・ラヴ」でのジャック・ブルースとエリック・クラプトンの歌唱はそれほど良くなかったとした。 彼等は「荒れ果てた街」がスタジオバージョンより良かったとし、また1998年のリマスターバージョンを1972年のオリジナルバージョンよりも評価した。

## 収録曲
| #  | タイトル                                        | 作詞・作曲                 | 時間 |
| -- | ----------------------------------------------- | -------------------------- | ---- |
| 1. | 「荒れ果てた街 (Deserted Cities of the Heart)」 | Jack Bruce, Pete Brown     | 4:33 |
| 2. | 「ホワイト・ルーム (White Room)」               | Bruce, Brown               | 5:40 |
| 3. | 「政治家 (Politician)」                         | Bruce, Brown               | 5:08 |
| 4. | 「英雄ユリシーズ (Tales of Brave Ulysses)」     | Eric Clapton, Martin Sharp | 4:46 |

| #  | タイトル                                       | 作詞・作曲            | 時間  |
| -- | ---------------------------------------------- | --------------------- | ----- |
| 1. | 「サンシャイン・ラヴ (Sunshine of Your Love)」 | Bruce, Brown, Clapton | 7:25  |
| 2. | 「ステッピン・アウト (Steppin' Out)＊」        | James Bracken         | 13:38 |

*オリジナルLPでは「Hideaway」と誤記された。
- 「サンシャイン・ラヴ」：1968年3月9日、サンフランシスコ、ウィンターランドで収録
- 「英雄ユリシーズ」「ステッピン・アウト」：1968年3月10日、サンフランシスコ、ウィンターランドで収録
- 「荒れ果てた街」「ホワイト・ルーム」「政治家」：1968年10月4日、オークランド、オークランド・コロシアム・アリーナで収録

## パーソネル
以下、ライナーノートに準拠。
- エリック・クラプトン - ヴォーカル、ギター
- ジャック・ブルース - ヴォーカル、ベース、ハーモニカ
- ジンジャー・ベイカー - ドラムス
- フェリックス・パパラルディ - プロデューサー
- トム・ダウド - レコーディング・エンジニア
- ビル・ハルバーソン - レコーディング・エンジニア
- ジーン・ポール - リミックス・エンジニア
- ケヴィン・ブラディ - リミックス・エンジニア
- ジム・マーシャル - カバー写真
- ジーン・トリンドル - ライナー写真
- スタニスラウ・ザゴースキー - アルバムデザイン

## チャート
| チャート (1972)                  | 最高位 |
| -------------------------------- | ------ |
| Canada (RPM100 Albums)           | 30     |
| UK (The Official Charts Company) | 15     |
| US Billboard 200                 | 27     |